# Соколов, Василий Николаевич (революционер)
Соколов Василий Николаевич (27.01(8.02).1874, Кострома — 25.1.1959, Москва) — советский партийный и государственный деятель, член РСДРП(б) с 1898 года.

## Послужной список
1907 — арестован, осуждён к административной высылке в Енисейскую губернию.
2.1917 — председатель Забайкальского областного комитета РСДРП(б).
1918 — председатель СНК Забайкальской области, член Сибирского бюро ЦК РКП(б).
7.1920—4.1921 — ответственный секретарь Новгородского губернского комитета РКП(б).
192.—1923 — уполномоченный Центрального управления народно-хозяйственного учёта при СНК РСФСР.
1924 — заведующий издательством «Новая деревня».
1925—1929 — директор Московского зоотехнического института.
с 1945 — на пенсии.

## Награды
- орден Трудового Красного Знамени (08.02.1954)

## Источник
Справочник по истории Коммунистической партии и Советского Союза 1898—1991